# 圣布朗
圣布朗（法語：Saint-Branchs，法語發音：[sɛ̃ bʁɑ̃] ⓘ）是法国安德尔-卢瓦尔省的一个市镇，位于该省中南部，属于图尔区。

## 地名
该地名“Saint-Branchs”发音为[sɛ̃ bʁɑ̃]，“Branchs”中的字母“chs”不发音，《世界地名翻译大辞典》与《世界地名译名词典》将其误译作“圣布朗克”。

## 地理
圣布朗（47°13'37"N, 0°46'20"E）面积51.16 平方千米，位于法国中央-卢瓦尔河谷大区安德尔-卢瓦尔省，该省份为法国中西部省份，北起萨尔特省、东北接卢瓦-谢尔省，东南接安德尔省，南至维埃纳省，西临曼恩-卢瓦尔省。
与圣布朗接壤的市镇（或旧市镇、城区）包括：科尔默里、埃夫尔、卢昂、圣卡特琳-德菲耶尔布瓦、索里尼、韦涅、托克西尼-圣博。
圣布朗的时区为UTC+01:00、UTC+02:00（夏令时）。

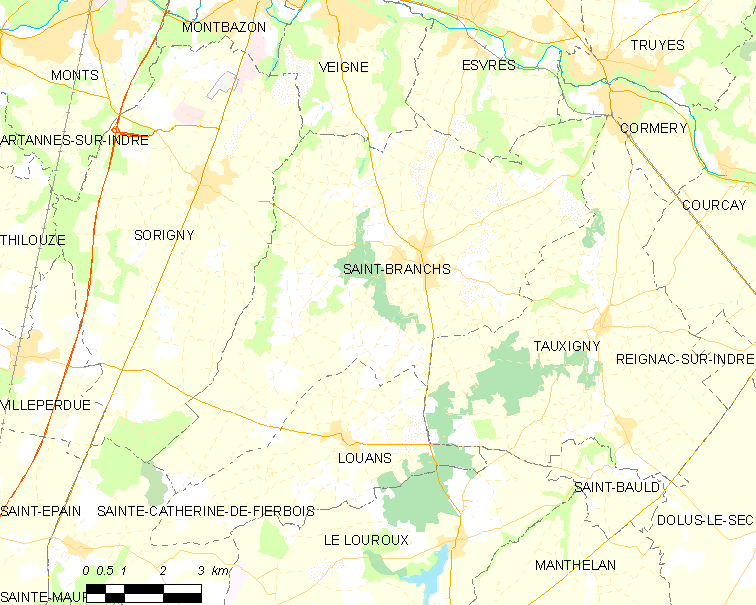
圣布朗的OSM定位图

## 行政
圣布朗的邮政编码为37320，INSEE市镇编码为37211。

## 政治
圣布朗所属的省级选区为蒙镇县。

## 交通
安德尔-卢瓦尔省省道D32线、D50线、D84线和D85线在镇中心交汇。中央-卢瓦尔河谷大区提供前往省会图尔的校车线路。

## 人口

1962-2008年间圣布朗人口变化图示

圣布朗于2022年1月1日时的人口数量为2632人。